# Альверня
Альверня (пол. Alwernia)  —  город  в Польше, входит в Малопольское воеводство,  Хшанувский повят.  Имеет статус городско-сельской гмины. Занимает площадь 8,88 км². Население — 3424 человека (на 2015 год).